# Prawdopodobieństwo
Prawdopodobieństwo – w znaczeniu potocznym szansa na wystąpienie jakiegoś zdarzenia, natomiast w matematycznej teorii prawdopodobieństwa rodzina miar służących do opisu częstości lub pewności tego zdarzenia.
W rozumieniu potocznym wyraz „prawdopodobieństwo” odnosi się do oczekiwania względem rezultatu zdarzenia, którego wynik nie jest znany (niezależnie od tego, czy jest ono w jakimś sensie zdeterminowane, miało miejsce w przeszłości, czy dopiero się wydarzy); w ogólności należy je rozumieć jako pewną miarę przewidywalności bądź pewności względem zjawiska (przy danej o nim wiedzy), co umożliwia ocenę potencjalnie związanego z nim ryzyka.
Prawdopodobieństwo w sensie matematycznym służy do modelowania doświadczeń losowych poprzez przypisanie poszczególnym zdarzeniom losowym liczb, zwykle z przedziału jednostkowego (często wyrażanych procentowo: od 0 do 100%), wskazujących szanse ich zajścia.
Istnieje wiele matematycznych interpretacji pojęcia prawdopodobieństwa, między innymi tzw.  :
- obiektywne (częstościowe), jako obiektywną częstość zdarzenia w dużej liczbie prób losowych,
- subiektywne (bayesowskie, od nazwiska T. Bayesa), jako reprezentację subiektywnej pewności, uzyskanej na podstawie dotychczasowej wiedzy i zaobserwowanych danych.

Innym przykładem interpretacji jest prawdopodobieństwo skłonnościowe Karla Raimunda Poppera.
Teoria prawdopodobieństwa, nazywana również rachunkiem prawdopodobieństwa, jest ugruntowanym działem matematyki, który wyrósł z rozważań dotyczących gier losowych w XVII wieku i został sformalizowany oraz zaksjomatyzowany jako osobna dziedzina matematyki na początku XX wieku. Z punktu widzenia filozofii matematyki w swojej aksjomatycznej postaci twierdzenia matematyczne dotyczące teorii prawdopodobieństwa niosą ze sobą tę samą pewność epistemologiczną, co wszystkie inne twierdzenia matematyczne. Inną aksjomatyzację pojęcia prawdopodobieństwa w duchu bayesowskiego obiektywizmu podał Richard Threlkeld Cox, która przedstawiana jest często w postaci twierdzenia Coxa.

## Rys historyczny

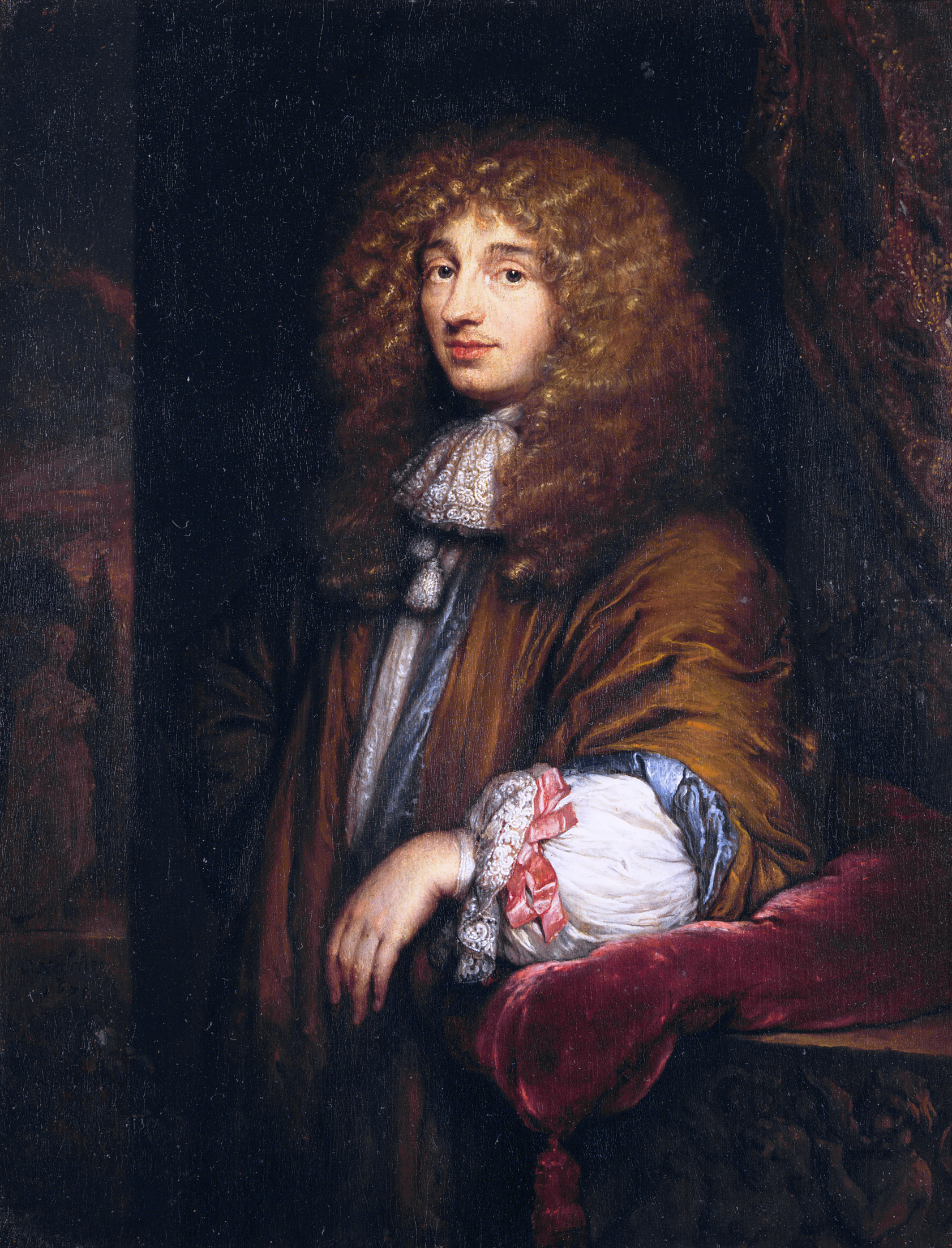
Christiaan Huygens pierwszy naukowo opisał prawdopodobieństwo

Początków rachunku prawdopodobieństwa należy upatrywać w hazardzie: obserwacja różnego rodzaju gier losowych doprowadziła do sformułowania pierwszych stwierdzeń i wniosków natury formalnej dotyczących możliwości i szans zajścia zdarzeń. Pierwsze ścisłe uwagi dotyczące prawdopodobieństwa wymieniali ze sobą w swojej korespondencji (1654) Pierre de Fermat i Blaise Pascal, stymulowani przez pytania Kawalera de Méré. Z kolei Christiaan Huygens (1657) jako pierwszy opisał zagadnienie z naukowego punktu widzenia. Jakob Bernoulli w swoim dziele Ars Conjectandi (pośmiertnie, 1713) i Abraham de Moivre w Doctrine of Chances (1718) traktują przedmiot jako dział matematyki.
To podejście doprowadziło do sformułowania przez Pierre’a Simona de Laplace’a klasycznej definicji prawdopodobieństwa (1812). Mimo tego, iż tłumaczyła ona wiele interesujących wtedy zagorzałych graczy zjawisk, a ponadto dawała poprawne odpowiedzi, to zawiera ona zasadniczy błąd logiczny. Odwołuje się ona do możliwości wyodrębnienia tzw. zdarzeń elementarnych, które mają być „jednakowo możliwe”, czyli „jednakowo prawdopodobne” – definiens odwołuje się do definiendum, jest to więc przykład błędnego koła w definiowaniu.
Pewnym rozwiązaniem bolączek definicji klasycznej była przedstawiona przez Georges’a-Louisa Leclerca, hrabiego Buffon definicja geometryczna (1733), która umożliwiała badanie prawdopodobieństw zdarzeń nieskończonych poprzez przypisanie im miar podzbiorów w zbiorze miary jednostkowej, np. długości sum odcinków leżących w odcinku jednostkowym, czy pól powierzchni figur zawartych w kwadracie o jednostkowym polu (zob. igła Buffona). Przy badaniu tej definicji Joseph Louis François Bertrand zauważył paradoksalny problem opisywany dzisiaj jego nazwiskiem, tzw. paradoks Bertranda, który jest w istocie pytaniem o właściwy dobór metody określania prawdopodobieństwa – to właśnie tego rodzaju paradoksom miały zapobiegać interpretacje częstotliwościowa i subiektywistyczna.
Definicja Laplace’a nie może też być stosowana w przypadku (potencjalnie) nieskończenie długich ciągów zdarzeń. Z problemem tym próbowano sobie poradzić na kilka sposobów. Jednym z nich była tzw. definicja częstotliwościowa Richarda von Misesa (1931), który zaproponował zdefiniowanie prawdopodobieństwa jako granicę ciągu częstości serii zdarzeń, czyli niejako ekstrapolowanie uzyskiwanych rezultatów doświadczalnych na przypadek nieskończony. Definicja ta również jest uważana za błędną, gdyż nie mówi ona nic o warunkach istnienia wspomnianej granicy; formalizacją tej zgodnej z intuicją definicji są różnorodne wersje prawa wielkich liczb.
Definicja geometryczna okazała się niejako najlepszym z powyższych pomysłów, gdyż korzystając z nowo powstałej teorii miary i teorii całkowania opracowanej przez Henriego Léona Lebesgue’a uogólniających pojęcia długości, pola powierzchni i objętości, Andriej Nikołajewicz Kołmogorow (1933) podał pierwszą aksjomatyczną definicję prawdopodobieństwa, która została szeroko przyjęta jako właściwe określenie tego pojęcia. Z tego punktu widzenia paradoks Bertranda jest źle zaadresowanym pytaniem: definicja Kołmogorowa nie rozstrzyga, który z modeli jest lepszy, lecz umożliwia wyznaczenie prawdopodobieństwa zgodnie z wybranym; pewne rozwiązanie paradoksu przedstawił Edwin Thompson Jaynes.
Alternatywnym do wspomnianej wyżej aksjomatyzacji sposobem wprowadzania formalnej teorii prawdopodobieństwa może być algebraiczna aksjomatyzacja zwana algebrą zmiennych losowych opisana przez Melvina Dale’a Springera w 1977 roku, choć nie jest to jedyna możliwość.

## Definicje

### Definicja Laplace’a
Niech dany będzie skończony zbiór {\displaystyle \Omega } wszystkich możliwych zdarzeń elementarnych; dowolny podzbiór {\displaystyle A} zbioru {\displaystyle \Omega } nazywa się wtedy zdarzeniem.
Prawdopodobieństwem {\displaystyle \mathbb {P} (A)} zajścia zdarzenia {\displaystyle A} nazywa się stosunek liczby zdarzeń elementarnych sprzyjających zdarzeniu {\displaystyle A} do liczby wszystkich możliwych zdarzeń elementarnych należących do zbioru {\displaystyle \Omega .} Definicja ta zakłada więc nie wprost, iż wszystkie zdarzenia elementarne wzajemnie się wykluczają, a ich wystąpienia równie możliwe. Innymi słowy prawdopodobieństwo zajścia zdarzenia {\displaystyle A} to liczba
{\displaystyle \mathbb {P} (A)={\frac {|A|}{|\Omega |}},}
gdzie {\displaystyle |\cdot |} oznacza liczbę wszystkich elementów danego zbioru.

### Definicja Buffona
Niżej przedstawiona definicja w przypadku jednowymiarowym (dla podzbiorów na prostej), jednak uogólnia się ona wprost na przypadek dwu- oraz trójwymiarowy (płaszczyzna i pole powierzchni). Nomenklatura nie odbiega od przyjętej wyżej w definicji klasycznej i częstotliwościowej.
Niech {\displaystyle \Omega } oznacza podzbiór prostej, przy czym
- może być to zbiór nieskończony (tzn. może posiadać nieskończenie wiele elementów, np. odcinek na prostej),
- musi być ograniczony, tzn. musi mieć skończoną długość

W ten sposób zdarzenia {\displaystyle A\subseteq \Omega } będą mieć skończoną miarę.
Jeżeli przyjąć, że {\displaystyle |\cdot |} oznacza sumę długości wszystkich rozłącznych odcinków składających się na dany zbiór, to prawdopodobieństwo można określić, zupełnie jak w definicji klasycznej, wzorem
{\displaystyle \mathbb {P} (A)={\frac {|A|}{|\Omega |}}.}

### Definicja von Misesa
Definicja częstościowa (in. częstotliwościowa), sformułowana przez Richarda von Misesa, oparta jest na definicji Laplace’a, z tym iż {\displaystyle \Omega } może być dowolnym (niekoniecznie skończonym) zbiorem. Liczbę zdarzeń elementarnych sprzyjających zdarzeniu {\displaystyle A} w {\displaystyle n} doświadczeniach (próbach) oznacza się {\displaystyle k_{n}(A);} iloraz {\displaystyle {\frac {k_{n}(A)}{n}}} nazywa się częstością zdarzenia {\displaystyle A.}
Prawdopodobieństwem {\displaystyle \mathbb {P} (A)} zdarzenia {\displaystyle A} nazywa się wtedy liczbę będącą granicą ciągu częstości przy liczbie prób {\displaystyle n} rosnącej do nieskończoności, tzn.
{\displaystyle \mathbb {P} (A)=\lim _{n\to \infty }{\frac {k_{n}(A)}{n}}.}
Definicja ta stanowi podstawę wnioskowania częstościowego w statystyce, rozwijanego m.in. przez Ronalda Fishera.

### Definicja Kołmogorowa
Jedynym niedostatkiem definicji Buffona było nieprecyzyjne określenie zdarzeń, którym można przypisać prawdopodobieństwo: nie było jasne, jaką postać mogą przyjmować zbiory odpowiadające zdarzeniom, a przez to, czy możliwe jest wskazanie ich długości. Kluczem było wyraźne podanie założeń:
- zdarzenia elementarne muszą być elementami tzw. sigma-ciała, utworzonego na danym zbiorze zdarzeń
- potrzeba określić miarę na zbiorach sigma-ciała – np. w postaci miary Lebesgue’a i całki Lebesgue’a[d].

Niech dany będzie pewien zbiór {\displaystyle \Omega } zdarzeń elementarnych. Prawdopodobieństwem nazywa się dowolną funkcję {\displaystyle \mathbb {P} } przypisującą zdarzeniom wartości z przedziału jednostkowego, dla której {\displaystyle \mathbb {P} (\Omega )=1} oraz {\displaystyle \mathbb {P} (A_{1}\cup A_{2}\cup \ldots )=\mathbb {P} (A_{1})+\mathbb {P} (A_{2})+\ldots } dla dowolnego przeliczalnego ciągu {\displaystyle (A_{n})} zdarzeń parami wykluczających się. Zdarzenia nie są dowolnymi podzbiorami zbioru {\displaystyle \Omega ,} czyli elementami rodziny wszystkich podzbiorów zbioru {\displaystyle \Omega ,} lecz elementami rodziny {\displaystyle {\mathcal {F}}\subseteq \Omega ,} która tworzy (w domyśle: jak największą) niepustą rodzinę zdarzeń w {\displaystyle \Omega ,} która jest zamknięta na branie zdarzeń przeciwnych i przeliczalnych alternatyw zdarzeń (intuicyjnie: dla każdego zdarzenia istnieje zdarzenie będące jego negacją, a dla dowolnej, co najwyżej przeliczalnej, liczby zdarzeń istnieje zdarzenie będące ich alternatywą). Zrezygnowanie z możliwości określenia prawdopodobieństwa dla wszystkich zdarzeń wynika z problemów formalnych pojawiających się podczas rozpatrywania dość „patologicznych” ich przypadków.

### Definicja Springera
Algebra zmiennych losowych – wychodząc nie od zdarzeń, lecz od zmiennych losowych – umożliwia rachunki symboliczne ułatwiające znajdowanie rozkładów prawdopodobieństwa, wartości oczekiwanych, wariancji, kowariancji itp. dla sum, iloczynów, czy ogólniejszych funkcji zmiennych losowych. Rozkłady prawdopodobieństwa wyznaczone są poprzez przypisanie wartości oczekiwanej każdej zmiennej losowej; przestrzeń mierzalna i miara prawdopodobieństwa z kolei powstają jako wynik zastosowania ugruntowanych twierdzeń reprezentacyjnych analizy. Ponadto podejście to nie czyni formalizacji nieskończeniewymiarowych rozkładów prawdopodobieństwa trudniejszymi niż skończeniewymiarowych.
O zmiennych losowych zakłada się, iż mają następujące własności:
- stałe zespolone są zmiennymi losowymi,
- suma i iloczyn dwóch zmiennych losowych są zmiennymi losowymi,
- dodawanie i mnożenie zmiennych losowych są przemienne,
- istnieje działanie {\displaystyle (\cdot )^{*}} sprzężenia zmiennych losowych, które dla wszystkich zmiennych losowych {\displaystyle X,Y} jest:
  - funktorialne, czyli spełnia {\displaystyle (XY)^{*}=Y^{*}X^{*},}
  - inwolutywne, a więc {\displaystyle X^{**}=X,}

przy czym pokrywa się ono ze sprzężeniem zespolonym w przypadku stałych.
Powyższe warunki czynią ze zmiennych losowych przemienną *-algebrę zespoloną. Samosprzężoną zmienną losową {\displaystyle X,} tj. spełniającą {\displaystyle X=X^{*},} nazywa się rzeczywistą. Operator wartości oczekiwanej {\displaystyle \mathbb {E} } na wspomnianej algebrze definiuje się jako znormalizowaną, dodatnią formę liniową, tzn.
- {\displaystyle \mathbb {E} (c)=c,} gdzie {\displaystyle c} oznacza stałą,
- {\displaystyle \mathbb {E} (X^{*}X)\geqslant 0} dla dowolnej zmiennej losowej {\displaystyle X}[k],
- {\displaystyle \mathbb {E} (X+Y)=\mathbb {E} (X)+\mathbb {E} (Y)} dla wszystkich zmiennych losowych {\displaystyle X,Y,}
- {\displaystyle \mathbb {E} (cX)=c\mathbb {E} (X),} o ile {\displaystyle c} jest stałą.

Tak zdefiniowaną strukturę można uogólniać, opuszczając przykładowo warunek przemienności, co prowadzi do innych dziedzin prawdopodobieństwa nieprzemiennego, jak np. prawdopodobieństwo kwantowe, teoria macierzy losowych, czy wolne prawdopodobieństwo.

### Definicja bayesowska
Prawdopodobieństwo w ujęciu bayesowskim (subiektywnym), również wywodzi się z definicji Laplace’a, i za Jaynesem, opiera się na rozszerzeniu logicznego rachunku zdań o teorię prawdopodobieństwa, jako pomost między rozumowaniem dedukcyjnym a indukcyjnym.
Prawdopodobieństwo jest w tym przypadku interpretowane jako miara pewności, jaką można przypisać różnym hipotezom – modelowanej matematycznie jako rozkład prawdopodobieństwa.
Bayesowska interpretacja prawdopodobieństwa stanowi podstawę wnioskowania bayesowskiego w statystyce.

## Przykłady

W definicji klasycznej zdarzeniu polegającemu na wylosowaniu nieparzystej liczby oczek na symetrycznej kości sześciennej sprzyjają trzy spośród wszystkich sześciu równie prawdopodobnych możliwości (zdarzeń elementarnych), zatem podobnie

Przyjmując, iż rzut monetą może zakończyć się wyłącznie na dwa sposoby: wyrzuceniem orła {\displaystyle \mathrm {O} } albo reszki {\displaystyle \mathrm {R} }, to zakładając, że te dwa zdarzenia elementarne są równie prawdopodobne można skorzystać z klasycznej definicji prawdopodobieństwa. Wtedy {\displaystyle \Omega =\{\mathrm {O} ,\mathrm {R} \}} jest dwuelementowy, zatem {\displaystyle |\Omega |=2.} Ponadto tak zdarzenie {\displaystyle \{\mathrm {O} \},} jak i zdarzenie {\displaystyle \{\mathrm {R} \}} są zbiorami jednoelementowymi, tzn. {\displaystyle |A|=1} dla {\displaystyle A=\{\mathrm {O} \}} lub {\displaystyle A=\{\mathrm {R} \},} co oznacza, że prawdopodobieństwo wyrzucenia tak orła, jak i reszki wynosi {\displaystyle \mathbb {P} (A)={\frac {|A|}{|\Omega |}}={\frac {1}{2}},} czyli iż zdarzenia te istotnie są równie prawdopodobne. W przypadku rzutu dwoma monetami przestrzeń zdarzeń elementarnych {\displaystyle \Omega =\{\mathrm {OO} ,\mathrm {OR} ,\mathrm {RO} ,\mathrm {RR} \}} jest czteroelementowa, {\displaystyle |\Omega |=4,} podczas gdy każde ze zdarzeń {\displaystyle A=\{\mathrm {OO} \},\{\mathrm {OR} \},\{\mathrm {RO} \},\{\mathrm {RR} \}} można uzyskać tylko na jeden sposób, skąd {\displaystyle \mathbb {P} (A)={\frac {1}{4}}.} Z kolei prawdopodobieństwo zdarzenia {\displaystyle B} polegającego na wyrzuceniu co najmniej jednego orła wynosi {\displaystyle \mathbb {P} (B)={\frac {3}{4}},} gdyż zdarzeniu {\displaystyle B} sprzyjają zdarzenia elementarne {\displaystyle \mathrm {OO} ,\mathrm {OR} ,\mathrm {RO} .}
Wykonując doświadczenie polegające na stukrotnym rzucie monetą, można uzyskać orła w {\displaystyle 47} przypadkach, zaś w tysiąckrotnym – przykładowo {\displaystyle 512} rzutów zakończyło się wyrzuceniem orła. Oznacza to, że częstość wypadania orła była zmienna i wynosiła odpowiednio {\displaystyle k_{100}(A)=47} oraz {\displaystyle k_{1000}(A)=512.} Kontynuowanie w nieskończoność doświadczenia przekonałoby niezbicie eksperymentatora, iż moneta jest symetryczna, w przypadku gdy równo połowa rzutów zakończyłaby się wyrzuceniem orła, bądź wprost przeciwnie, gdyby ostateczny wynik nie podzieliłby się równo między orła i reszkę. Intuicję tę próbuje oddać definicja von Misesa: stosunek liczby wyrzuconych orłów do liczby wszystkich prób przy kontynuowaniu doświadczenia w nieskończoność – jeżeli {\displaystyle \mathbb {P} (A)=\lim {\frac {|A|}{n}}={\frac {1}{2}},} to moneta będzie symetryczna. Tego rodzaju rozumowanie rodzi problemy natury poznawczej: prawdopodobieństwo dane jest a posteriori, a nie a priori, co uniemożliwia jakiekolwiek przewidywanie szans zajścia zdarzenia.
Wyrzucenie symetryczną monetą {\displaystyle 1000} razy z rzędu reszki nie oznacza bynajmniej, że bardziej prawdopodobne będzie wyrzucenie w {\displaystyle 1001} rzucie orła (tzw. „prawo serii”), czy też reszki (przełamanie serii). Z drugiej strony czy wyrzuciwszy {\displaystyle 764} razy reszkę w {\displaystyle 1000} rzutach można mieć uzasadnione zastrzeżenia co do symetryczności monety, tzn. czy istotnie w każdym rzucie prawdopodobieństwo wyrzucenia orła {\displaystyle A=\{\mathrm {O} \}} wynosi {\displaystyle {\frac {1}{2}}}?
Prawdopodobieństwo losowego wybrania punktu z przedziału {\displaystyle [1,2]} zawartego w przedziale {\displaystyle [0,4],} oznaczanego jako zdarzenie {\displaystyle A,} jest równe stosunkowi możliwości wybrania punktu z pierwszego przedziału do wybrania punktu z drugiego, przy czym szanse te są intuicyjnie proporcjonalne do ich długości. Skoro długość przedziału {\displaystyle [a,b]} wynosi {\displaystyle b-a,} to geometryczne prawdopodobieństwo zdarzenia {\displaystyle A} wynosi {\displaystyle \mathbb {P} (A)={\frac {2-1}{4-0}}={\frac {1}{4}}.}
Doświadczenie losowego rzucania monetą w nieskończoność można sformalizować za Kołmogorowem przy pomocy przestrzeni probabilistycznej: wynikiem doświadczenia jest losowy ciąg elementów {\displaystyle \mathrm {O} ,\mathrm {R} } oznaczających dwa możliwe wyniki pojedynczej próby, tzn. {\displaystyle \Omega =\{\mathrm {O} ,\mathrm {R} \}^{\mathbb {N} }}. Zdarzeniami są dowolne ciągi skończone tych elementów: istotnie, zbiór wszystkich tego rodzaju ciągów spełnia definicję rodziny {\displaystyle {\mathcal {F}}} ze sformułowania Kołmogorowa. Nieskończone ciągi złożone z elementów {\displaystyle \mathrm {O} ,\mathrm {R} } nie są więc uważane za zdarzenia.
Jeżeli prawdopodobieństwo wylosowania orła i reszki w jednym rzucie wynosi odpowiednio {\displaystyle p} oraz {\displaystyle 1-p} (gdzie {\displaystyle 0\leqslant p<1;} wyżej przyjmowano {\displaystyle {\frac {1}{2}}}) to na przestrzeni zdarzeń {\displaystyle \Omega } można określić miarę prawdopodobieństwa zgodnie z aksjomatami Kołmogorowa w następujący sposób: prawdopodobieństwo zaobserwowania danego ciągu {\displaystyle A=\omega _{1}\omega _{2}\dots \omega _{n}} jest dane wzorem {\displaystyle \mathbb {P} (A)=p^{k}(1-p)^{n-k},} gdzie {\displaystyle k,n-k} są odpowiednio liczbami wystąpień {\displaystyle \mathrm {O} } oraz {\displaystyle \mathrm {R} } w ciągu. Przy takim sformułowaniu prawdopodobieństwo wylosowania nieskończenie długiego ciągu zdarzeń jest równe zeru, gdyż granica ciągu {\displaystyle p^{n}} dąży do zera wraz z {\displaystyle n} dążącym do nieskończoności (ze względu na ograniczenie {\displaystyle 0\leqslant p<1}); innymi słowy jest ono zaniedbywalne. Okazuje się więc, że nieskończone ciągi rzutów monetą nie są konieczne do rozpatrywania tego doświadczenia i to właśnie jest powodem wykluczenia ich z rodziny wszystkich zdarzeń. Niemniej nadal można powiedzieć, że niektóre rodzaje nieskończonych ciągów rzutów są dużo bardziej prawdopodobne od innych, o czym mówi asymptotyczna zasada ekwipartycji.
Powyższy model można również oprzeć na definicji geometrycznej, rozważając przedział jednostkowy: wynik pierwszego rzutu odpowiada lewemu (orzeł) lub prawemu (reszka) podprzedziałowi, a kolejne rzuty – kolejnym podprzedziałom poprzednio wybranych podprzedziałów wybieranym jak przy pierwszym rzucie; nieskończone ciągi odpowiadają punktom, które mają zerową długość, czyli są zaniedbywalne zupełnie jak miało to miejsce w poprzednim przypadku.